# Telince
Telince és un poble i municipi d'Eslovàquia. Es troba a la regió de Nitra, al sud-oest del país. El 2021 tenia 420 habitants. És esmentat per primera vegada el 1297.

## Demografia
| Godina             | 1994 | 2004    | 2014    | 2024    |
| ------------------ | ---- | ------- | ------- | ------- |
| Nombre de persones | 280  | 319     | 396     | 437     |
| Diferència         |      | +13,92% | +24,13% | +10,35% |

| Godina             | 2023 | 2024   |
| ------------------ | ---- | ------ |
| Nombre de persones | 434  | 437    |
| Diferència         |      | +0,69% |